# Burton Coggles

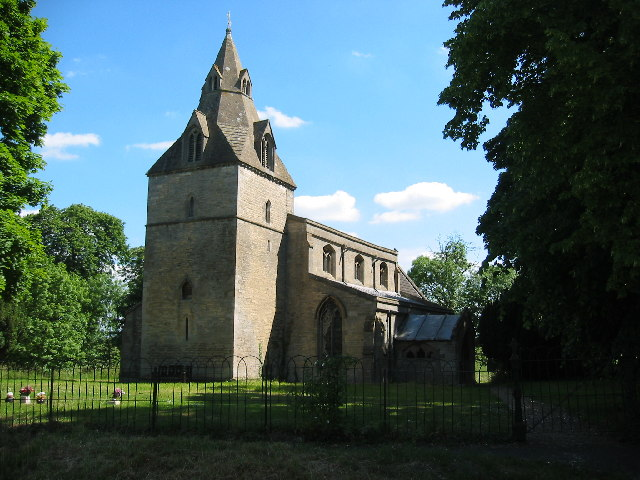
Anglicaanse kerk van St. Thomas in Burton Coggles

Burton Coggles (oorspronkelijk: Byrton-en-les-Coggles) is een klein civil parish in Oost-Engeland en ligt ongeveer 15km ten zuiden van Grantham (Lincolnshire). Het dorpje bestaat uit 44 huizen en ongeveer 100 bewoners. Tegenwoordig zijn er bijna geen voorzieningen of diensten binnen het dorpje, behalve een kroeg (the Cholmeley Arms) en een kerk (St Thomas à Beckett). Het dorpje houdt ook nog een 'village hall' vast, namelijk een gebouw waarin mensen samenkomen om in gemeenschappelijke activiteiten als 'bingo', dansen en feestjes deel te nemen. 
De kerk (St Thomas à Beckett) werd in de 12e eeuw gebouwd. William Ayscough (de broer van Hannah Ayscough) die in Trinity College heeft gestudeerd, was de rector van die kerk tijdens de 16e eeuw.